# Eukiefferiella
Eukiefferiella är ett släkte av tvåvingar som beskrevs av August Friedrich Thienemann 1926. Eukiefferiella ingår i familjen fjädermyggor.

## Dottertaxa tillEukiefferiella, i alfabetisk ordning[1][2]
- Eukiefferiella alia
- Eukiefferiella amamipubescia
- Eukiefferiella ancyla
- Eukiefferiella angustistilus
- Eukiefferiella asamaoctava
- Eukiefferiella asamaquarta
- Eukiefferiella asamaquinta
- Eukiefferiella asamaseptima
- Eukiefferiella asamateria
- Eukiefferiella atlantica
- Eukiefferiella bedmari
- Eukiefferiella biwaquarta
- Eukiefferiella boevrensis
- Eukiefferiella brehmi
- Eukiefferiella brevicalcar
- Eukiefferiella brevinervis
- Eukiefferiella brundini
- Eukiefferiella changbaiensis
- Eukiefferiella chuzenonus
- Eukiefferiella chuzeoctavus
- Eukiefferiella claripennis
- Eukiefferiella claviculata
- Eukiefferiella clavigera
- Eukiefferiella clypeata
- Eukiefferiella coerulescens
- Eukiefferiella communis
- Eukiefferiella cyanea
- Eukiefferiella daitoquerea
- Eukiefferiella debilis
- Eukiefferiella devonica
- Eukiefferiella dittmari
- Eukiefferiella excellens
- Eukiefferiella fittkaui
- Eukiefferiella fujisexta
- Eukiefferiella fuldensis
- Eukiefferiella fuscicornis
- Eukiefferiella ginzanopea
- Eukiefferiella ginzanpequea
- Eukiefferiella gotogeheus
- Eukiefferiella gracei
- Eukiefferiella grancanariensis
- Eukiefferiella halvorseni
- Eukiefferiella hessei
- Eukiefferiella heveli
- Eukiefferiella ikiopeus
- Eukiefferiella ikleyensis
- Eukiefferiella ilkleyensis
- Eukiefferiella insolida
- Eukiefferiella isigaefeus
- Eukiefferiella jokaseptima
- Eukiefferiella jokasexta
- Eukiefferiella kivuensis
- Eukiefferiella lehmanni
- Eukiefferiella lobifera
- Eukiefferiella longipes
- Eukiefferiella masordarjensis
- Eukiefferiella minor
- Eukiefferiella mirabilis
- Eukiefferiella mongolteuus
- Eukiefferiella mongoluveus
- Eukiefferiella obergi
- Eukiefferiella ogasaoctava
- Eukiefferiella oryza
- Eukiefferiella oxoniana
- Eukiefferiella ozhegovae
- Eukiefferiella peculiaris
- Eukiefferiella popovae
- Eukiefferiella pseudomontana
- Eukiefferiella quadridentata
- Eukiefferiella rectangularis
- Eukiefferiella saccularis
- Eukiefferiella scutellata
- Eukiefferiella seiryuefea
- Eukiefferiella seiryufegea
- Eukiefferiella sellata
- Eukiefferiella similis
- Eukiefferiella solungulata
- Eukiefferiella stagnalis
- Eukiefferiella subalpina
- Eukiefferiella tamaflavus
- Eukiefferiella tentoriola
- Eukiefferiella tirolensis
- Eukiefferiella tobavicesima
- Eukiefferiella tokaralemea
- Eukiefferiella tonollii
- Eukiefferiella tshernovskii
- Eukiefferiella tusimofegea
- Eukiefferiella tusimogehea
- Eukiefferiella tusimoheia
- Eukiefferiella tusimoijekea
- Eukiefferiella tusimokelea
- Eukiefferiella unicalcar
- Eukiefferiella yakumenea
- Eukiefferiella yakuneoa
- Eukiefferiella yakuopea
- Eukiefferiella yakuquerea
- Eukiefferiella yakusetea
- Eukiefferiella yaraensis
- Eukiefferiella yasunoi